# Hawk-Eye

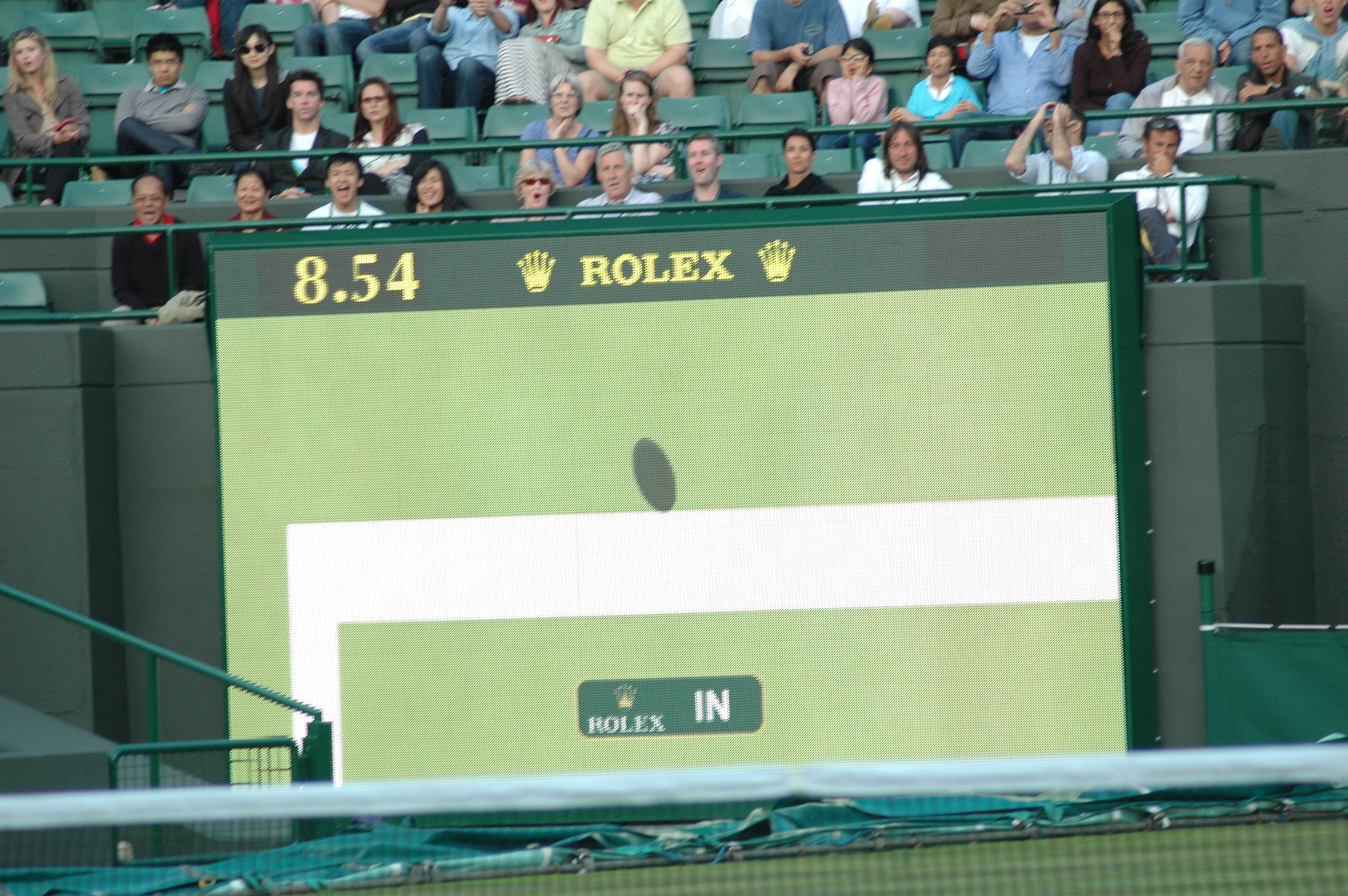
Darstellung einer mittels Hawk-Eye getroffenen Entscheidung auf einer Anzeigetafel beim Tennis-Turnier von Wimbledon, 2011

Hawk-Eye (dt. Falkenauge) ist ein computergestütztes System zur Ballverfolgung im Sport, so beispielsweise im Cricket, Tennis, Fußball und Snooker. Strittige Situationen, bspw. das „Aus“ des Balls, können durch das System im Nachhinein nahezu zweifelsfrei geklärt werden. Entwickelt wurde das System im Jahr 2001 vom britischen Mathematiker Paul Hawkins.
Im Fußball führte die FIFA das durch das IFAB erlaubte Hawk-Eye im Juli 2012 als neue Torlinientechnologie testweise ein; dort konkurriert es weiter mit dem „Chip im Ball“ genannten GoalRef-System.
HawkEye Ltd. ist ein Tochterunternehmen von Sony Europe.

## Verfahren

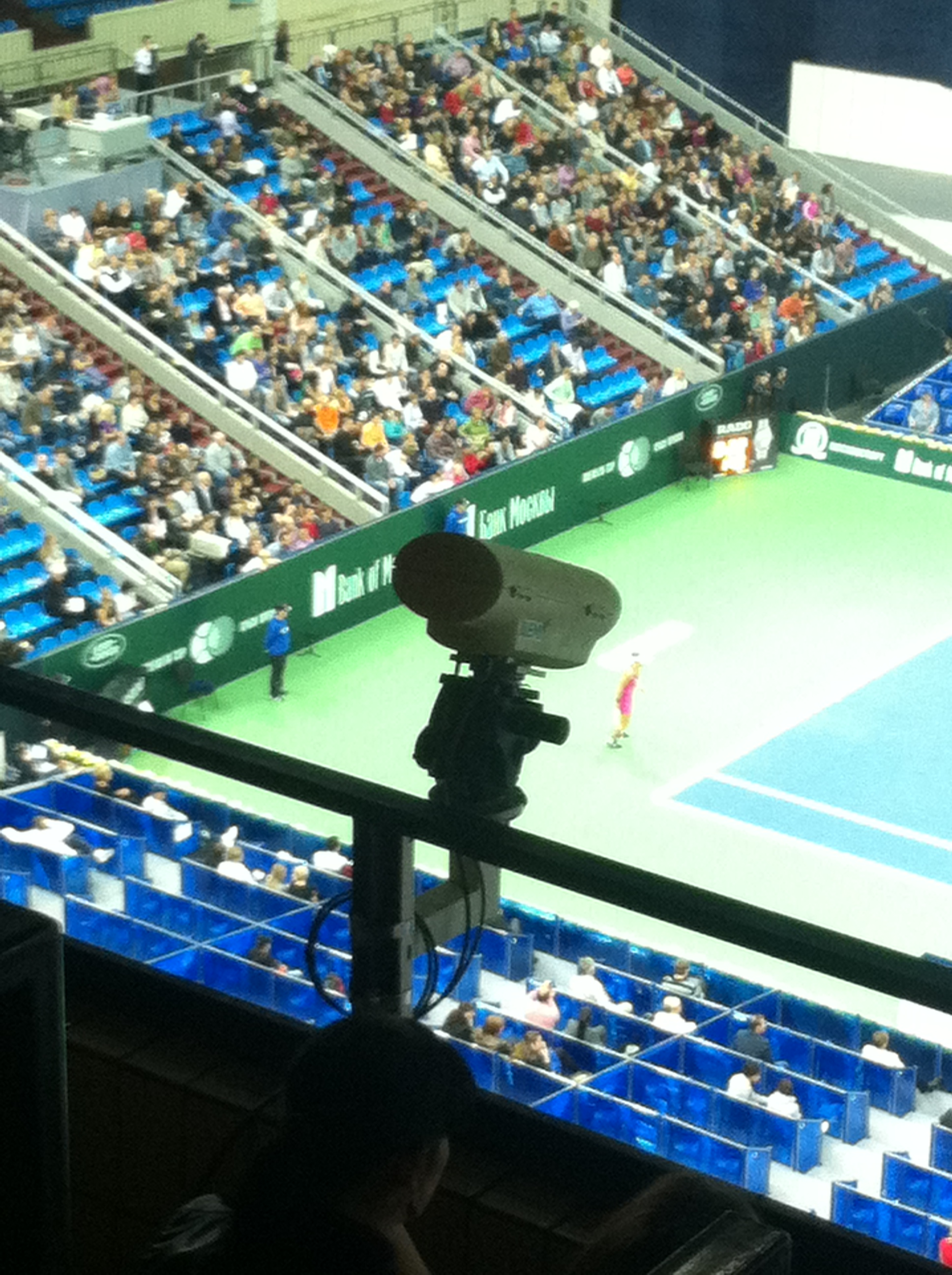
Eine Hawk-Eye-Kamera bei einem Tennis-Turnier in Moskau, 2012

Das System basiert auf der Verwendung von mindestens vier Hochgeschwindigkeitskameras, die das Spielfeld aus verschiedenen Blickwinkeln heraus erfassen. Ein Computer identifiziert zunächst in den zum selben Zeitpunkt geschossenen Einzelbildern der Kameras den Ball. Anschließend kann er durch Triangulierung (Position der Kameras und Winkel der jeweiligen Kamera zum Ball sind bekannt) die Position des Balls berechnen. Um die Genauigkeit des Verfahrens zu erhöhen, werden in der Praxis meist sechs oder mehr Kameras verwendet. Zur Veranschaulichung wird die Flugbahn des Balls anschließend für die Zuschauer in einer 3D-Animation dargestellt.
Im Cricket wird darüber hinaus auch die potentielle Flugbahn des Balles nach Berührung mit dem Batsman (Schlagmann) berechnet. Beim Fußball wird dem Schiedsrichter dagegen auf einer speziell präparierten Armbanduhr signalisiert, ob ein Tor gefallen ist oder nicht. Das Hawk-Eye kam im Fußball erstmals bei der FIFA-Klub-Weltmeisterschaft 2012 zum Einsatz.

## Cricket
Hawk-Eye wurde im Cricket erstmals im Mai 2001 vom britischen Fernsehsender Channel 4 während eines Test Matches zwischen England und Pakistan eingesetzt. Doch diente es lediglich als Service für die Fernsehzuschauer, ohne dass die Schiedsrichter das System verwenden konnten.
Zum Einsatz kommt es in erster Linie in den Fällen, in welchen der Schiedsrichter (umpire) über das Ausscheiden des Batsman nach der LBW-Regel entscheiden muss. Aber auch zur nachträglichen Analyse der Flugbahn des Balles nach dem Wurf und der Reaktion des Batsman darauf bietet es anschauliche Grafiken.
Der International Cricket Council (ICC) verwendete das System zunächst während einer Testphase in der Saison 2008/09. Spieler konnten erstmals LBW-Entscheidungen des Schiedsrichters durch einen Third Umpire überprüfen lassen, der dabei jedoch keinen Zugriff auf die vorausberechnete Flugbahn das Balles hatte, sondern lediglich die Bahn bis zur Berührung mit dem Batsman einsehen konnte.
Heute (2012) wird Hawk-Eye als Teil des Decision Review Systems (DRS) genutzt. Der Third Umpire kann dabei ohne Einschränkung auf das System zugreifen. Allerdings ist das DRS, aufgrund des Widerstandes des indischen Verbandes, für Länderspiele nicht verbindlich vorgeschrieben.

## Tennis
Erstmals wurde das Electronic Line Calling (ELC) bei den Australian Open 2007 durch das Hawk-Eye mit sechs Kameras in der Rod Laver Arena eingesetzt. Das Unternehmen hat seine Technologie zu „Hawk-Eye Live“ weiterentwickelt, mit der gleichzeitig zehn Kameras benutzt werden, um in Echtzeit Ballwechsel zu erfassen. Die Hochgeschwindigkeitskameras nehmen dabei 340 Bilder pro Sekunde auf. Inzwischen wurde die Anzahl der Kameras auf 12 erhöht. Hinzu kommen sechs Kameras zur Erkennung von Fußfehlern. Laut Hawk-Eye kostet die Ausrüstung für einen Platz fast 100.000 US-Dollar. In jedem von jeder Kamera gesendeten Bild identifiziert das System die Pixelgruppe, die dem Bild des Balls entspricht. Anschließend berechnet es für jedes Bild die Position des Balls, indem es seine Position auf mindestens zwei der physisch getrennten Kameras zum gleichen Zeitpunkt vergleicht. Eine Folge von Bildern erstellt eine Aufzeichnung des Weges, den der Ball zurückgelegt hat. Die Flugbahn des Balls und dessen Auftreffpunkt wird nicht live projiziert, sondern in einer 3D-Animation dargestellt, die aus den gemessenen Daten durch eine spezielle Software mittels Triangulation generiert wird.
Seit seiner Einführung bei Tennisturnieren im Jahr 2006 wurde das System unter anderem von Roger Federer kritisiert, da es ungenau sei. Bei den Australian Open 2017 gewann er jedoch das Turnier aufgrund einer Hawk-Eye-Entscheidung. 
Vor Beginn eines Turniers wird das System drei Tage lang justiert und getestet. Hierzu werden etwa 250 Tennisbälle systematisch auf dem Tennisplatz verteilt.
Die Australian Open 2021 waren dann das erste Grand-Slam-Turnier, bei dem „Hawk-Eye Live“ für alle Spiele anstelle von Linienrichtern eingesetzt wurde, unter anderem, um die Anzahl der Schiedsrichter während der COVID-19-Pandemie zu reduzieren. Überwiegend sind die Kameras an der Unterseite des Stadiondachs angebracht und verfolgen den Ball aus verschiedenen Winkeln. Die Videoaufzeichnungen der Kameras werden dann trianguliert und kombiniert, um eine dreidimensionale Darstellung der Flugbahn des Balls zu erstellen. Dabei wird bei Bällen, die außerhalb der vorgegebenen Linien landen, ein „Aus“-Ruf durch einen Lautsprecher wiedergegeben, der einen „Aus“-Ton eines menschlichen Linienrichters emuliert. Ebenso werden strittige Bälle auf eine Leinwand in einer 3D-Animation projiziert. Auch Fußfehler während des Aufschlags werden durch das System erfasst.
Mittlerweile wird es bei drei der vier Grand-Slam-Turniere eingesetzt. Lediglich bei den French Open wird darauf verzichtet, da der Ball auf Sand einen sichtbaren Abdruck hinterlässt. Aktuell wird die Technologie bei über 80 Turnieren eingesetzt.
Die Association of Tennis Professionals (ATP) hat entschieden, ab 2025 auf allen Touren verbindlich das Hawk-Eye-live  einzusetzen. Die Entscheidung auf Grund der Hawk-Eye-Feststellung ist endgültig. Damit entfallen zukünftig die sogenannten Challenges, Einsprüche des Spielers gegen eine Entscheidung des Schiedsrichters. 

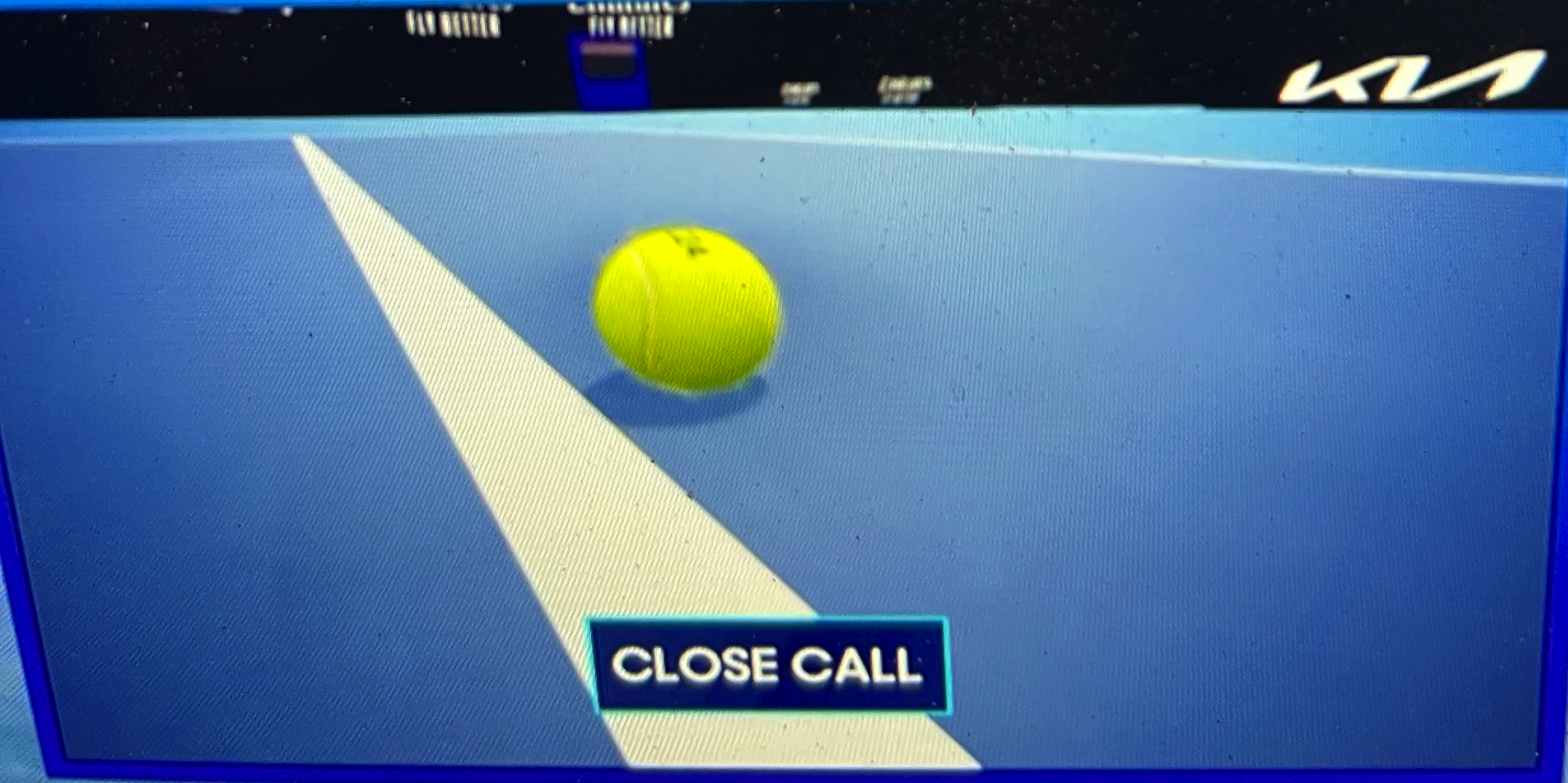
Hawk-Eye: Einblendung einer knappen Entscheidung
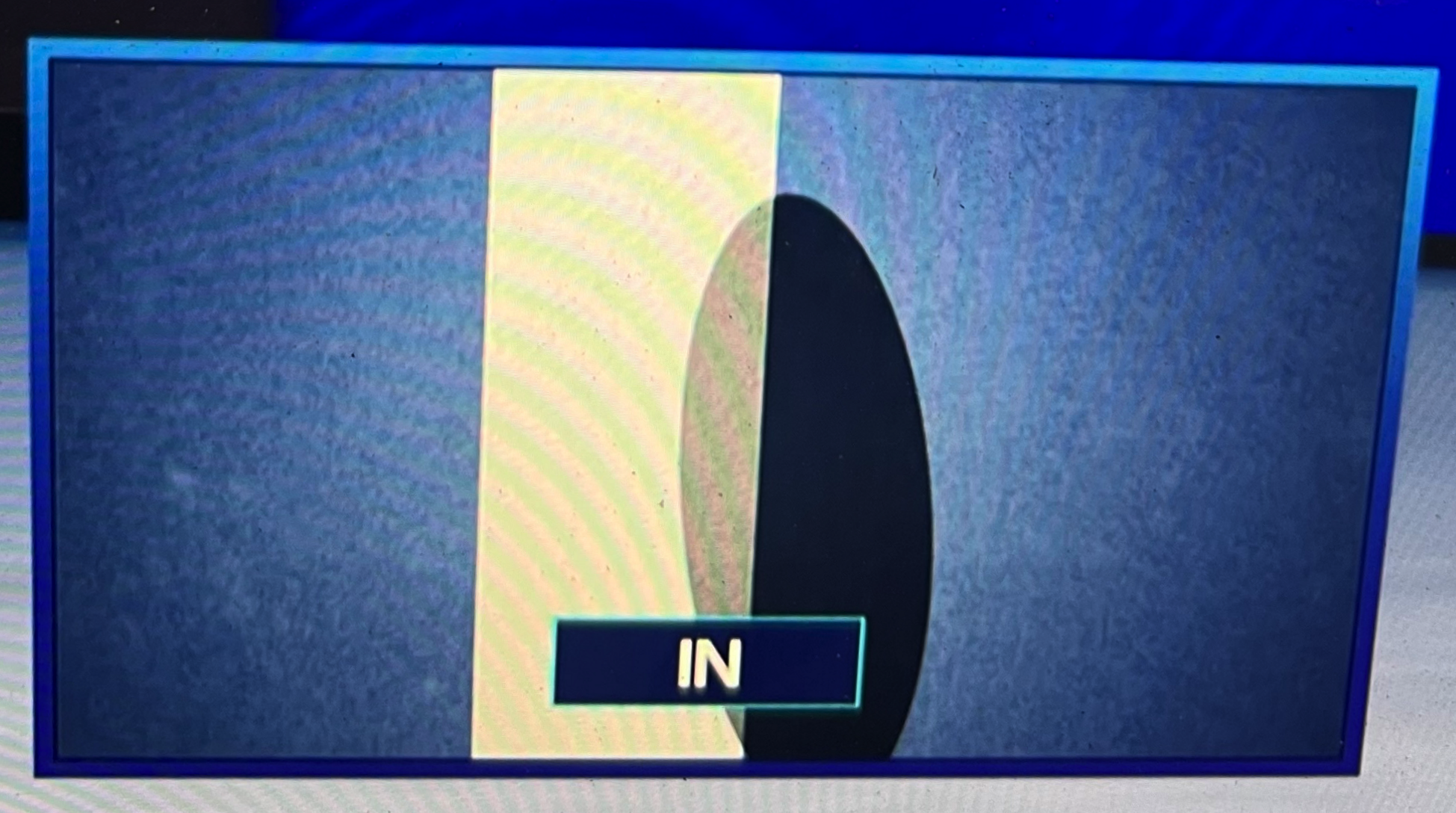
Hawk-Eye: Einblendung einer knappen Entscheidung; hier: Ball wird gut gegeben
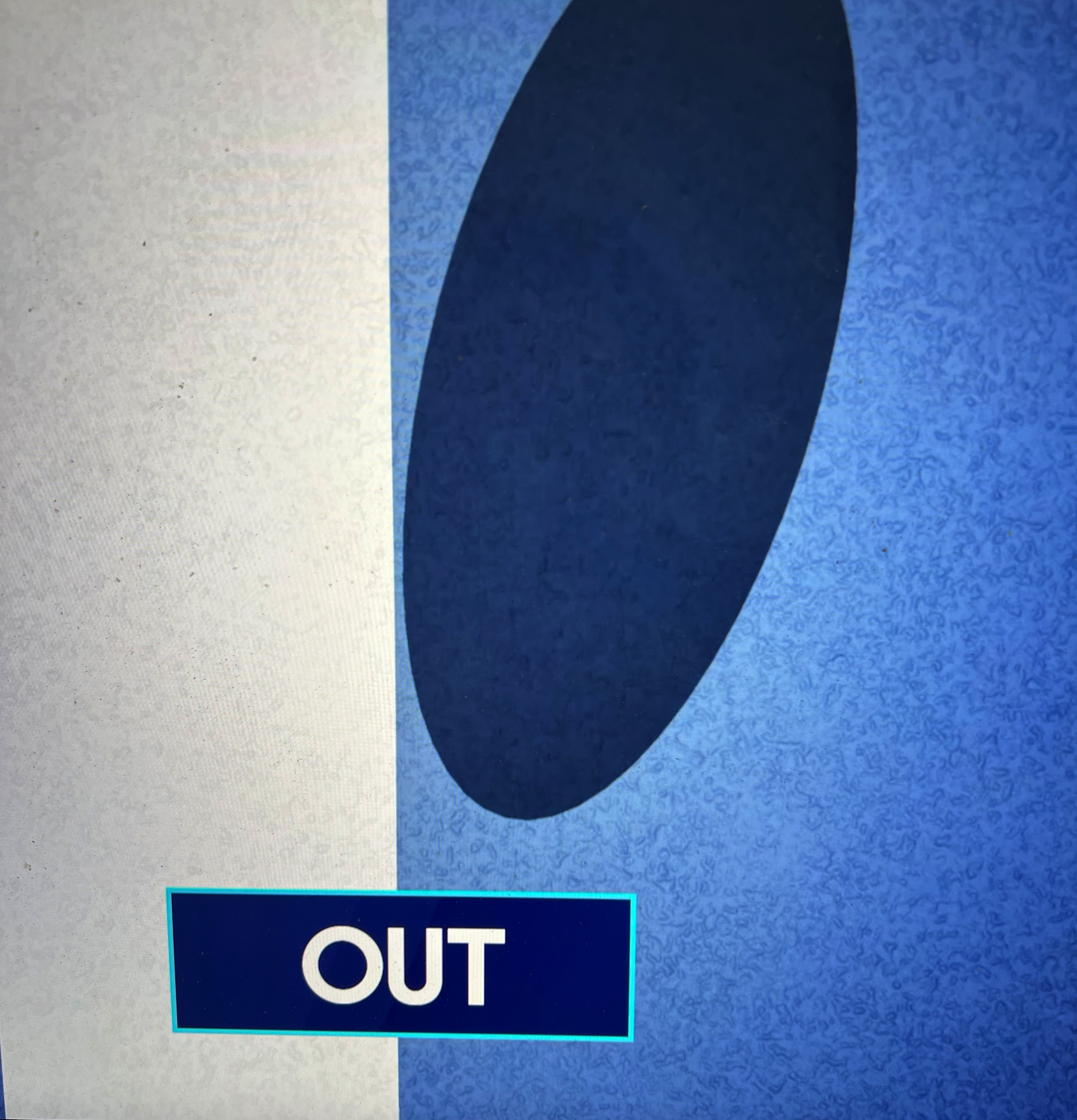
Hawk-Eye: Einblendung einer knappen Entscheidung; hier: Ball wird aus gegeben

2025 entschied in Wimbledon erstmals das Hawk-Eye-System im Rahmen des „Electronic Line Calling“ (ELC) automatisch darüber, ob ein Ball im Feld oder im Aus war – damit entfiel der Einsatz von Linienrichtern vollständig. Insgesamt wurden hierfür 450 Hochgeschwindigkeitskameras auf allen Plätzen installiert, wobei jede Kamera 340 Bilder pro Sekunde aufnehmen konnte. Vor Beginn des Turniers wurde das System justiert und getestet. Hierzu wurden etwa 250 Tennisbälle systematisch auf jedem Tennisplatz verteilt. Schon ab 2007 wurde das System in Wimbledon eingesetzt. Bis 2025 hatte jeder Spieler dreimal das Recht, eine Entscheidung durch das System überprüfen zu lassen.
Neben dem Hawk-Eye wird auch ein Sensor verwendet, der eine Netzberührung beim Aufschlag durch einen Piepton anzeigt, was zu einer Wiederholung des Aufschlags führt, sofern er anderweitig gut war. Hierzu wird ein piezoelektrisches Gerät verwendet, das ursprünglich als Tonabnehmer aus dem Gitarrenspiel stammt. Zudem können Videoaufzeichnungen erfolgen, um etwa eine unzulässige Netzberührung des Spielers oder einen Körperkontakt des Tennisballs zu dokumentieren, was als Fehler bewertet wird. Der Netzsensor, die Aufschlag- und Fußfehlergeräte werden während des Aufschlagvorgangs eines Spielers zu Beginn jedes Punktes gleichzeitig eingeschaltet und dann ausgeschaltet, wenn der Gegner den Ball zurückgeschlagen hat.
In jedem von jeder Kamera gesendeten Bild identifizierte das System die Pixelgruppe, die dem Bild des Balls entsprach. Anschließend berechnete es für jedes Bild die Position des Balls, indem es seine Position auf mindestens zwei der physisch getrennten Kameras zum gleichen Zeitpunkt verglich. Eine Folge von Bildern erstellt eine Aufzeichnung des Weges, den der Ball zurückgelegt hatte. Die Flugbahn des Balls und dessen Auftreffpunkt wird nicht live projiziert, sondern in einer 3D-Animation dargestellt, die aus den gemessenen Daten durch eine spezielle Software mittels Triangulation generiert wird.
Bei Bällen, die außerhalb der vorgegebenen Linien landen, wird ein „out“-Ruf („Aus“) oder „fault“-Ruf („Fehler“) durch einen Lautsprecher wiedergegeben, der einen entsprechenden Ton eines menschlichen Linienrichters abspielt. Die Ausrufe wurden zuvor aufgenommen. Auch Fußfehler während des Aufschlags werden durch das System erfasst und durch den Ruf „foot fault“ (Fußfehler) ausgegeben. Der Netzsensor, die Aufschlag- und Fußfehlergeräte werden während des Aufschlagvorgangs eines Spielers zu Beginn jedes Punktes gleichzeitig eingeschaltet und dann automatisch ausgeschaltet. Ein Team von 40 Spezialisten betreut das System in einem Überwachungsraum, in dem sich 144 Monitore befinden. An der Grundlinie befinden sich Radarmessgeräte, mit denen die Aufschlaggeschwindigkeit mit dem Doppler-Radar gemessen wird.
Daneben kommt ein Video Review System zum Einsatz, mit dem verschiedene Regelverstöße nachverfolgt werden können. Hierzu gehören das zweimalige Auftreffen des Balls (Anmerkung: im Rollstuhltennis zulässig), eine unzulässige Netzberührung durch den Spieler oder seinen Schläger oder das regelwidrige Auftreffen des Balls am Körper des Spielers. 36 Videoschiedsrichter (englisch VR official) werten dies aus und projizieren bei Bedarf das Video an den Stuhlschiedsrichter und eine Videowand. Neben dem Stuhlschiedsrichter beobachten zwei weitere Schiedsrichter den Spielverlauf, um gegebenenfalls den Stuhlschiedsrichter bei seinen Entscheidungen zu unterstützen oder Tennisspieler zu begleiten, wenn sie den Court für Toilettenpausen oder zum Kleiderwechsel verlassen. Sollte das System ausfallen, stehen Linienrichter bereit, um kurzfristig einzuspringen. Die Anzahl der benötigten Schiedsrichter wurde durch das ELC von 377 auf 80 reduziert, davon 42 Stuhlschiedsrichter, die bis zu zwei Matches pro Tag als Schiedsrichter leiten.

## Fußball
Die englische Premier League verwendet Hawk-Eye seit der Saison 2013/14 für strittige Torentscheidungen. Dafür wurde in jedem Premier-League-Stadion das System installiert.
Die erste internationale Begegnung, bei der das System eingesetzt wurde, war das Freundschaftsspiel England gegen Deutschland am 19. November 2013 in Wembley.
In Deutschland kam Hawk-Eye erstmals am 30. Mai 2015 beim Finale des DFB-Pokals 2014/15 im Olympiastadion in Berlin zum Einsatz, eine strittige Torentscheidung gab es dabei aber nicht.
Seit dem ersten Spieltag der Saison 2015/16 wird das System auch in der deutschen Bundesliga verwendet. Dort kam es am 15. August 2015 erstmals im Darmstädter Stadion am Böllenfalltor in der Begegnung zwischen Darmstadt 98 und Hannover 96 zum Einsatz. Das erste mit dem Hawk-Eye verifizierte Tor fiel am 15. Oktober 2016 in der Partie FC Augsburg gegen FC Schalke 04.

## Snooker
Beim Snooker dient das Hawk-Eye im Grunde nur den Darstellungen der Ballpositionen auf dem Tisch für die Zuschauer als technischer und optischer Zusatzservice. Zum einen gibt es aufgrund der Nähe der Spieler und Schiedsrichter am Tisch keine derart strittigen Situationen, die zu wichtigen Entscheidungen ein technisches Hilfsmittel überhaupt nötig machen, zum anderen kommt eine solche recht teure Technik nur an den wenigen „Fernsehtischen“ bei offiziellen Turnieren zum Einsatz, so dass hier auch keine Gleichheit an allen Tischen für alle Spiele eines Turnieres herzustellen wäre.
Einzige Ausnahme ist der wiederherzustellende Zustand der Tischsituation nach einem Foul und Miss, d. h. wenn der gefoulte Spieler den Stoß vom Verursacher wiederholen lässt: Hier wird bei Vorhandensein der Hawk-Eye-Technik das Vorher-Nachher-Bild zur Hilfe übereinandergelegt, um ein möglichst genaues Aufstellen der Bälle zügig zu gewährleisten.